# Honvágydal (Heimweh)
A Honvágydal amerikai és német forrásból származik, és az 1956-os események után vált népszerűvé Magyarországon. ISWC kódja T-900.312.440-1 (Freddy Quinn, Heimweh címmel), T-900.312.437-6  (Sneeuwbal Trio Memories are made of this címmel) SPS 70620 - Favorit, 1984.

## Hasonlóság
Nem tévesztendő össze azzal a dallal, amelyet Karády Katalin énekelt nyolc évvel korábban, és amelynek kezdő sora: Idegenben keserűbb a sírás és szintén Honvágydalként ismeretes (de Fries Károly–Kristóf Károly szerzeménye).

## Alkotók
- Terry Gilkyson – zene
- Gommermann István – szöveg

Terry Gilkyson sok műve népszerűvé vált Magyarországon. Ilyen például a „Zöld volt a mező” (Greenfields).

## Előadók
- Mindy Carson
- Dean Martin
- Freddy Quinn
- Boros Ida
- Hollós Ilona
- Kovács Kati
- Törőcsik Mari

## Története
A dalt eredetileg a népszerű muzsikus trió írta, és első közismert változatát Dean Martin énekelte 1955 novemberében. A dalnak semmi köze a honvágyhoz, egyszerű szerelmi témájú szövege van.
Freddy Quinn, aki anyai ágon osztrák származású, de Amerikában élt, német nyelvű szöveget írt hozzá Heimweh Lied címen 1956-ban. A dal a refrén kezdősorával lett ismert: Dort wo die Blumen blüh'n. Ez a dal nagy nemzetközi sikert ért el.
Ennek nyomán írta meg a magyar nyelvű szöveget Gommermann István. A hangfelvétel 1956. október 23-án készült a Magyar Rádióban, hamar népszerű lett, és a Rádió gyakran játszotta, a hatalmas kivándorlási hullám megfékezése érdekében. A dal előadója és szövegírója azonban maga is külföldre szökött (akkori szóhasználattal: disszidált) 1956 szilveszterén. Ekkor a dalt Magyarországon levették a műsorról, és nagyon gyorsan új hangfelvételt készítettek Hollós Ilona előadásában. A Boros Idával készült hangfelvételt ettől kezdve csak a Szabad Európa Rádióban lehetett hallani, Cseke László műsorában.

## Érdekesség
| Az angol eredeti első két sora:                              | Ugyanez a német verzióban:                               | A magyar verzióban:                                         |
| ------------------------------------------------------------ | -------------------------------------------------------- | ----------------------------------------------------------- |
| Take one fresh and tender kiss Add one stolen night of bliss | Brennend heißer Wüstensand. Fern, so fern dem Heimatland | Oly távol messze van hazám, Csak még, még egyszer láthatnám |

Dőlt betű jelzi az egymásnak értelmileg megfelelő sorokat a német és a magyar szövegben.

## Fordítás
Ez a szócikk részben vagy egészben  a   Memories Are Made of This című angol Wikipédia-szócikk fordításán alapul.  Az eredeti cikk szerkesztőit annak laptörténete sorolja fel. Ez a jelzés csupán a megfogalmazás eredetét és a szerzői jogokat jelzi, nem szolgál a cikkben szereplő információk forrásmegjelöléseként.